# Adriana Carranca
Adriana Carranca é uma escritora e jornalista brasileira. É colunista e repórter especial dos jornais O Estado de São Paulo, onde começou como repórter em 2002, e O Globo.
Especialista em cobertura internacional, foi enviada especial no Haiti, na Síria, no Paquistão, no Afeganistão, no Iraque, no Irã, no Egito, na Indonésia, nos territórios palestinos, na República Democrática do Congo, no Sudão do Sul e em Uganda.
É cofundadora e diretora da Associação Brasileira de Jornalismo Investigativo.

## Carreira
Formou-se em Comunicação Social na Universidade Católica de Santos. É mestra em Políticas Sociais e Desenvolvimento pela London School of Economics. Antes de entrar no Estadão, trabalhou na TV Tribuna e na Veja SP. Publicou artigos em Foreign Policy e Slate (edição francesa).
Em 2014, recebeu o Prêmio Líbero Badaró de Jornalismo, na categoria Cobertura internacional. No ano anterior, recebeu o Grande Prêmio da mesma cerimônia, por suas reportagens sobre a Guerra do Afeganistão. Em 2015, recebeu o Prêmio O Globo de melhor reportagem. Foi finalista do Prêmio Esso, em 2014, por uma série de reportagens sobre guerras na África.
Em 19 de novembro de 2015, foi entrevistada do programa Roda Viva. Em 2016, foi agraciada com o Troféu Mulher Imprensa, que homenageia as jornalistas brasileiras que mais se destacaram em determinado ano. Também em 2016 foi considerada pelo site Jornalistas&Cia como uma das dez jornalistas brasileiras mais admiradas.
Por sua atividade como escritora, foi agraciada com o Prêmio da Fundação Nacional do Livro Infantil e Juvenil (2016), além de ser duas vezes finalista do Prêmio Jabuti (2016 e 2011).
Desde 2017 vive em Nova York, nos EUA, e concluiu o  mestrado em jornalismo pela Columbia University em maio de 2018. Foi agraciada com o prêmio Overseas Press Club e com um fellowship, onde passou a trabalhar como pesquisadora para a universidade no projeto Global Migration. Durante esse período publicou matérias em mídias como The Atlantic e The New York Times.

## Livros
- O Irã sob o chador (2010), com Márcia Camargos[37]
- O Afeganistão depois do Talibã (2011)[38][39]
- Malala, a menina que queria ir para a escola (2015)[40][41]

## Prêmios
- Troféu Mulher Imprensa, categoria “Correspondente brasileira”, 2016[42]
- Prêmio da Fundação Nacional do Livro Infantil e Juvenil, nas categorias “Melhor livro informativo” e “Escritora revelação” por Malala, a menina que queria ir para a escola, 2016[30]
- Prêmio O Globo, por "Sexo forte no front contra o Estado Islâmico",[43] O Globo, categoria especial, 2015[24]
- Prêmio Líbero Badaró de Jornalismo, por "Sudão do Sul: a guerra esquecida",[15] O Estado de São Paulo, categoria "Cobertura internacional", 2014[23]
- Prêmio Líbero Badaró de Jornalismo, "Grande Prêmio", 2013[44]